# Olympische Sommerspiele 1980/Gewichtheben
h
Bei den XXII. Olympischen Sommerspielen 1980 in Moskau fanden zehn Wettbewerbe im Gewichtheben statt. Austragungsort war der Sportpalast Ismailowo. Die olympischen Wettbewerbe zählten gleichzeitig als Weltmeisterschaften für dieses Jahr. Auf dem Programm stand eine Gewichtsklasse mehr als zuvor.

## Bilanz

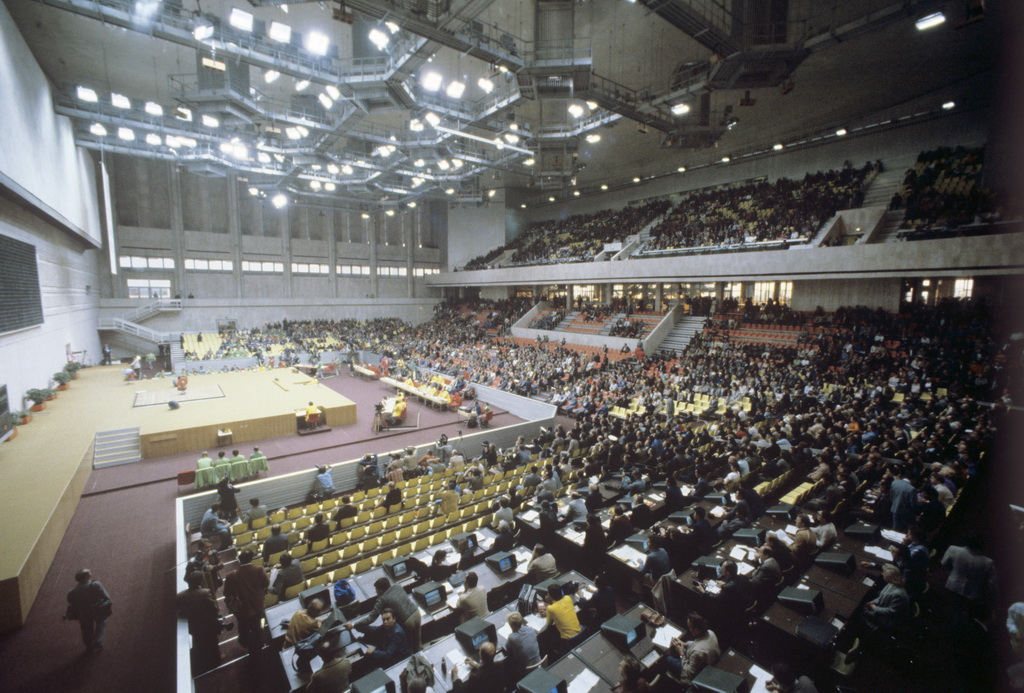
Der Sportpalast Ismailowo während der Sommerspiele 1980

### Medaillenspiegel
| Platz | Land             | Gold | Silber | Bronze | Gesamt |
| ----- | ---------------- | ---- | ------ | ------ | ------ |
| 1     | Sowjetunion      | 5    | 3      | –      | 8      |
| 2     | Bulgarien        | 2    | 4      | 2      | 8      |
| 3     | Kuba             | 1    | –      | 1      | 2      |
| 3     | Tschechoslowakei | 1    | –      | 1      | 2      |
| 3     | Ungarn           | 1    | –      | 1      | 2      |
| 6     | DDR              | –    | 2      | 1      | 3      |
| 7     | Nordkorea        | –    | 1      | 1      | 2      |
| 8     | Polen            | –    | –      | 3      | 3      |

### Medaillengewinner
| Konkurrenz          | Gold                | Silber            | Bronze             |
| ------------------- | ------------------- | ----------------- | ------------------ |
| Fliegengewicht      | Kanybek Osmonalijew | Ho Bong-chol      | Han Gyong-si       |
| Bantamgewicht       | Daniel Núñez        | Jurik Sarkisjan   | Tadeusz Dembończyk |
| Federgewicht        | Wiktor Masin        | Stefan Dimitrow   | Marek Seweryn      |
| Leichtgewicht       | Janko Russew        | Joachim Kunz      | Mintscho Paschow   |
| Mittelgewicht       | Assen Slatew        | Alexander Perwi   | Nedeltscho Kolew   |
| Leichtschwergewicht | Jurik Wardanjan     | Blagoj Blagoew    | Dušan Poliačik     |
| Mittelschwergewicht | Péter Baczakó       | Rumen Alexandrow  | Frank Mantek       |
| 1. Schwergewicht    | Ota Zaremba         | Igor Nikitin      | Alberto Blanco     |
| 2. Schwergewicht    | Leanid Taranenka    | Walentin Christow | György Szalai      |
| Superschwergewicht  | Sultan Rachmanow    | Jürgen Heuser     | Tadeusz Rutkowski  |

## Ergebnisse

### Fliegengewicht (bis 52 kg)
| Platz | Land | Sportler                     | Gewicht (kg) |
| ----- | ---- | ---------------------------- | ------------ |
| 1     | URS  | Kanybek Osmonalijew          | 245,0 (OR)   |
| 2     | PRK  | Ho Bong-chol                 | 245,0 (OR)   |
| 3     | PRK  | Han Gyong-si                 | 245,0 (OR)   |
| 4     | HUN  | Béla Oláh                    | 245,0        |
| 5     | POL  | Stefan Leletko               | 240,0        |
| 6     | HUN  | Ferenc Hornyák               | 237,5        |
| 7     | CUB  | Francisco Casamayor          | 232,5        |
| 8     | MGL  | Adjaagiin Dschügdernamdschil | 215,0        |
| 9     | ITA  | Gaetano Tosto                | 215,0        |
| 10    | GRE  | Ioannis Katsaidonis          | 207,5        |

Datum: 20. Juli 1980 

18 Teilnehmer aus 15 Ländern

### Bantamgewicht (bis 56 kg)
| Platz | Land | Sportler             | Gewicht (kg) |
| ----- | ---- | -------------------- | ------------ |
| 1     | CUB  | Daniel Núñez         | 275,0 (WR)   |
| 2     | URS  | Jurik Sarkisjan      | 270,0        |
| 3     | POL  | Tadeusz Dembończyk   | 265,0        |
| 4     | GDR  | Andreas Letz         | 265,0        |
| 5     | PRK  | Yang Eui-yong        | 262,5        |
| 6     | HUN  | Imre Stefanovics     | 260,0        |
| 7     | ROM  | Gheorghe Maftei      | 247,5        |
| 8     | ROM  | Petre Pavel          | 245,0        |
| 9     | PRK  | Choe Jong-sop        | 242,5        |
| 10    | GRE  | Ioannis Sidiropoulos | 242,5        |

Datum: 21. Juli 1980 

21 Teilnehmer aus 17 Ländern

### Federgewicht (bis 60 kg)

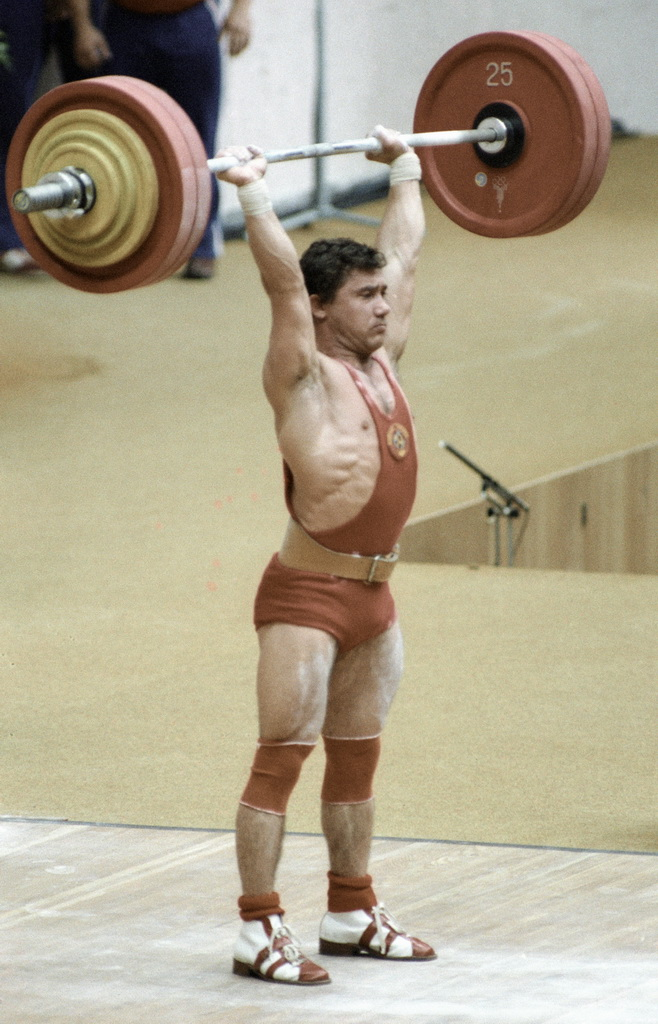
Wiktor Masin

| Platz | Land | Sportler             | Gewicht (kg) |
| ----- | ---- | -------------------- | ------------ |
| 1     | URS  | Wiktor Masin         | 290,0 (OR)   |
| 2     | BUL  | Stefan Dimitrow      | 287,5        |
| 3     | POL  | Marek Seweryn        | 282,5        |
| 4     | POL  | Antoni Pawlak        | 275,0        |
| 5     | CUB  | Julio Loscos         | 275,0        |
| 6     | TCH  | František Nedvěd     | 272,5        |
| 7     | CUB  | Víctor Pérez         | 270,0        |
| 8     | ROM  | Gelu Radu            | 265,0        |
| 9     | FRA  | Jean-Claude Chavigny | 255,0        |
| 10    | IRQ  | Fajsal Matloub Fathi | 252,5        |

Datum: 22. Juli 1980 

18 Teilnehmer aus 14 Ländern

### Leichtgewicht (bis 67,5 kg)
| Platz | Land | Sportler           | Gewicht (kg) |
| ----- | ---- | ------------------ | ------------ |
| 1     | BUL  | Janko Russew       | 342,5        |
| 2     | GDR  | Joachim Kunz       | 335,0        |
| 3     | BUL  | Mintscho Paschow   | 325,0        |
| 4     | FRA  | Daniel Senet       | 322,5        |
| 5     | GDR  | Günter Ambraß      | 320,0        |
| 6     | POL  | Zbigniew Kaczmarek | 317,5        |
| 7     | CUB  | Raúl González      | 317,5        |
| 8     | ROM  | Virgil Dociu       | 310,0        |
| 9     | TCH  | Dušan Drška        | 290,0        |
| 10    | FIN  | Juhani Salakka     | 282,5        |

Datum: 23. Juli 1980 

20 Teilnehmer aus 17 Ländern

### Mittelgewicht (bis 75 kg)
| Platz | Land | Sportler           | Gewicht (kg) |
| ----- | ---- | ------------------ | ------------ |
| 1     | BUL  | Assen Slatew       | 360,0 (WR)   |
| 2     | URS  | Alexander Perwi    | 357,5        |
| 3     | BUL  | Nedeltscho Kolew   | 345,0        |
| 4     | CUB  | Julio Echenique    | 327,5        |
| 5     | ROM  | Dragomir Ciorolan  | 322,5        |
| 6     | FIN  | Tapio Kinnunen     | 320,0        |
| 7     | SWE  | Bertil Sollevi     | 310,0        |
| 8     | GBR  | Newton Burrowes    | 302,5        |
| 9     | MEX  | Rogelio Weatherbee | 300,0        |
| 10    | ITA  | Vincenzo Pedicone  | 295,0        |
|       |      |                    |              |
|       | GDR  | Günter Schliwka    | DNF          |

Datum: 24. Juli 1980 

16 Teilnehmer aus 14 Ländern

### Halbschwergewicht (bis 82,5 kg)

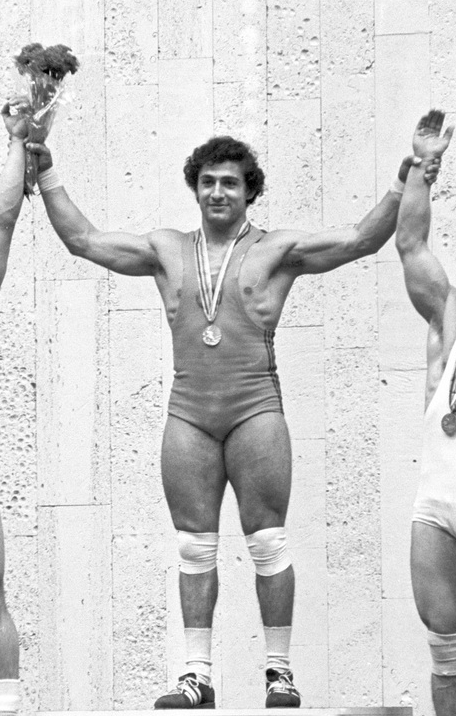
Jurik Wardanjan

| Platz | Land | Sportler            | Gewicht (kg) |
| ----- | ---- | ------------------- | ------------ |
| 1     | URS  | Jurik Wardanjan     | 400,0 (WR)   |
| 2     | BUL  | Blagoj Blagoew      | 372,5        |
| 3     | TCH  | Dušan Poliačik      | 367,5        |
| 4     | POL  | Jan Lisowski        | 355,0        |
| 5     | BUL  | Krassimir Drandarow | 355,0        |
| 6     | POL  | Paweł Rabczewski    | 350,0        |
| 7     | GDR  | Detlef Blasche      | 345,0        |
| 8     | FIN  | Juhani Avellan      | 332,5        |
| 9     | YUG  | Vladimir Zrnić      | 330,0        |
| 10    | SWE  | Stefan Jonsson      | 327,5        |

Datum: 26. Juli 1980 

19 Teilnehmer aus 17 Ländern

### Mittelschwergewicht (bis 90 kg)
| Platz | Land | Sportler            | Gewicht (kg) |
| ----- | ---- | ------------------- | ------------ |
| 1     | HUN  | Péter Baczakó       | 377,5        |
| 2     | BUL  | Rumen Alexandrow    | 375,0        |
| 3     | GDR  | Frank Mantek        | 370,0        |
| 4     | TCH  | Dalibor Řehák       | 365,0        |
| 5     | POL  | Witold Walo         | 360,0        |
| 6     | TCH  | Lubomír Sršeň       | 357,5        |
| 7     | ROM  | Vasile Groapă       | 355,0        |
| 8     | GRE  | Nikolaos Iliadis    | 345,0        |
| 9     | GBR  | Gary Langford       | 330,0        |
| 10    | ITA  | Norberto Oberburger | 315,0        |

Datum: 27. Juli 1980 

18 Teilnehmer aus 16 Ländern

### 1. Schwergewicht (bis 100 kg)
| Platz | Land | Sportler         | Gewicht (kg) |
| ----- | ---- | ---------------- | ------------ |
| 1     | TCH  | Ota Zaremba      | 395,0 (OR)   |
| 2     | URS  | Igor Nikitin     | 392,5        |
| 3     | CUB  | Alberto Blanco   | 385,0        |
| 4     | GDR  | Michael Hennig   | 382,5        |
| 5     | HUN  | János Sólyomvári | 380,0        |
| 6     | GDR  | Manfred Funke    | 377,5        |
| 7     | TCH  | Anton Baraniak   | 375,0        |
| 8     | HUN  | László Varga     | 367,5        |
| 9     | SWE  | Michael Persson  | 360,0        |
| 10    | FIN  | Pekka Niemi      | 347,5        |
|       |      |                  |              |
|       | AUT  | Franz Strizik    | DNF          |

Datum: 28. Juli 1980 

18 Teilnehmer aus 16 Ländern

### 2. Schwergewicht (bis 110 kg)

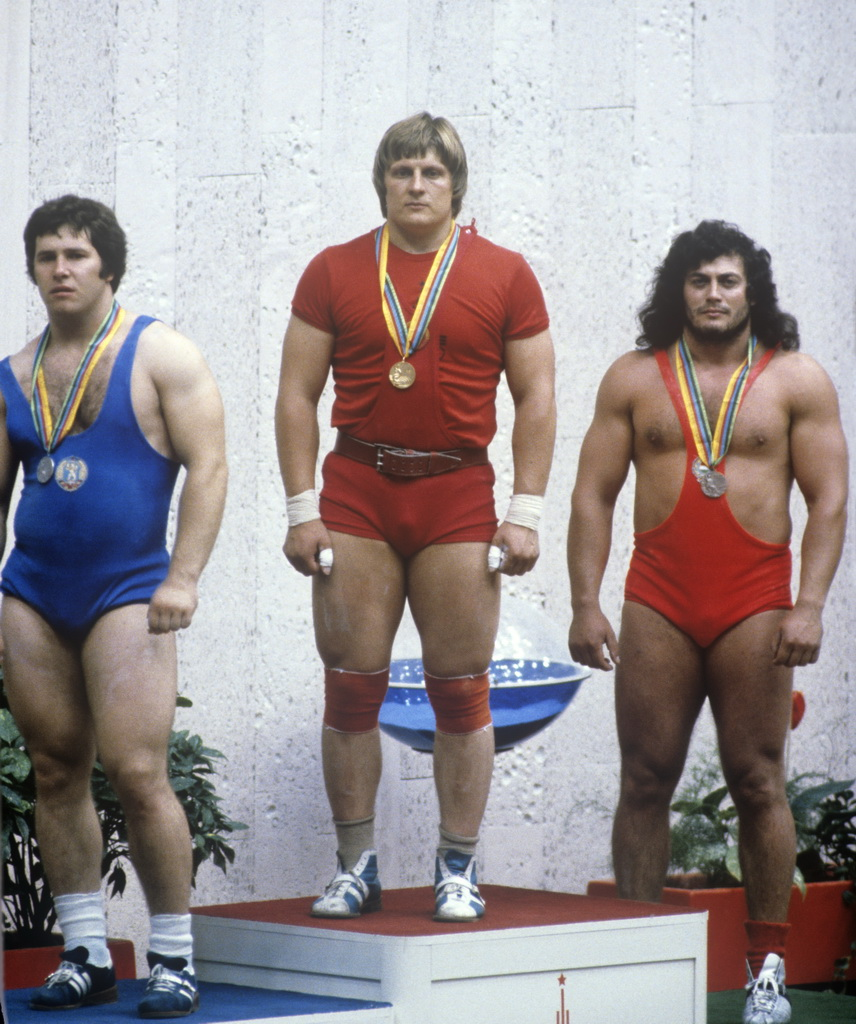
Siegerehrung

| Platz | Land | Sportler                | Gewicht (kg) |
| ----- | ---- | ----------------------- | ------------ |
| 1     | URS  | Leanid Taranenka        | 422,5 (WR)   |
| 2     | BUL  | Walentin Christow       | 405,0        |
| 3     | HUN  | György Szalai           | 390,0        |
| 4     | SWE  | Leif Nilsson            | 380,0        |
| 5     | AUT  | Vinzenz Hörtnagl        | 372,5        |
| 6     | ROM  | Ștefan Tașnadi          | 360,0        |
| 7     | AUS  | Donald Mitchell         | 352,5        |
| 8     | GRE  | Dimitrios Zarzavatsidis | 347,5        |
| 9     | FIN  | Viktor Sirkiä           | 342,5        |
| 10    | GDR  | Andy Drzewiecki         | 320,0        |

Datum: 29. Juli 1980 

13 Teilnehmer aus 13 Ländern

### Superschwergewicht (über 110 kg)

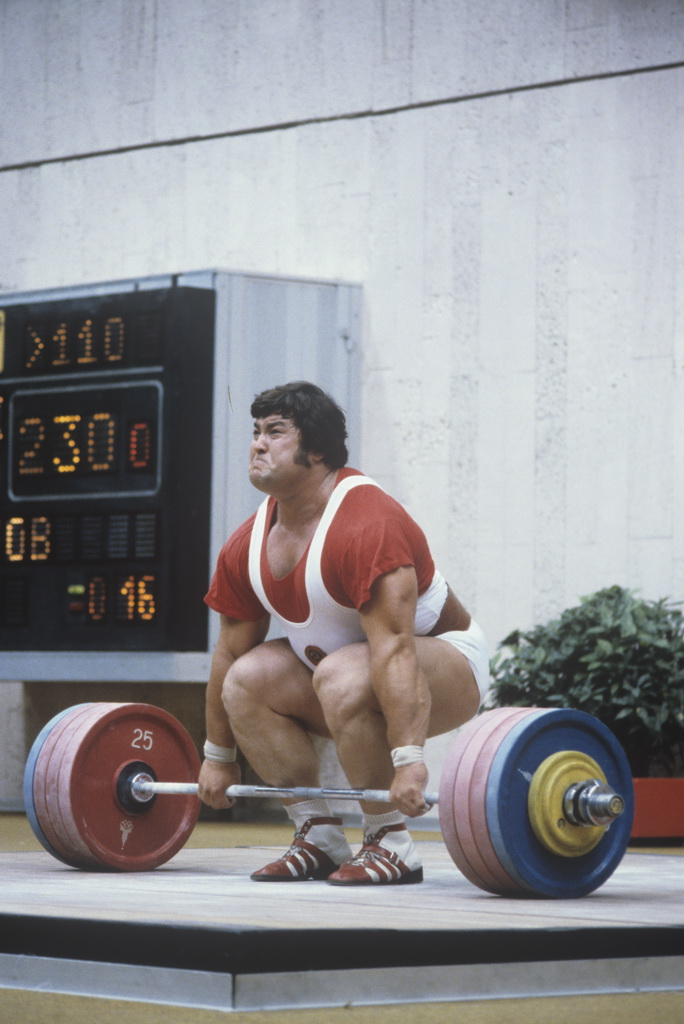
Sultan Rachamanow

| Platz | Land | Sportler           | Gewicht (kg) |
| ----- | ---- | ------------------ | ------------ |
| 1     | URS  | Sultan Rachmanow   | 440,0 (OR)   |
| 2     | GDR  | Jürgen Heuser      | 410,0        |
| 3     | POL  | Tadeusz Rutkowski  | 407,5        |
| 4     | TCH  | Rudolf Strejček    | 402,5        |
| 5     | TCH  | Bohuslav Braum     | 397,5        |
| 6     | CUB  | Francisco Méndez   | 395,0        |
| 7     | POL  | Robert Skolimowski | 385,0        |
| 8     | SYR  | Talal Najjar       | 362,5        |

Datum: 30. Juli 1980 

12 Teilnehmer aus 8 Ländern